# بالبریگان
شهر بالبریگان (به انگلیسی: Balbriggan) با جمعیت ۱۶٫۲۱۷ نفر در شهرستان دوبلین در کشور جمهوری ایرلند واقع شده‌است.